# Бет О'Лірі
Бет О'Лірі (англ. Beth O'Leary) — англійська письменниця романтичних комедійних романів. Її перший роман «Квартира на двох», опублікований у 2019 році, розійшовся тиражем понад мільйон копій і був номінований на премію Comedy Women in print prize. Відтоді вона написала ще три книги, зокрема: «Перемикач», «Дорожня подорож» і «Неявка». Її першу книгу адаптують як комедійний серіал для Paramount Plus, її другу книгу адаптують до фільму Amblin Pictures.

## Біографія
О'Лірі народилася в 1990-х роках і вважає Вінчестер своїм рідним містом. Вона закінчила Оксфордський університет і кілька років жила в Лондоні, перш ніж повернулася до Вінчестера. Вона написала свій дебютний роман під час поїздки з Вінчестера на роботу в Лондон. Вона завагітніла, коли писала свою четверту книгу «The No Show», і народила дитину в липні 2021 року.